# Anna Kristina Steb
Anna Kristina Steb (1682-1722) també anomenada Anna Kristina Adlerfelt (o Anna Christina Adlerfeld), fou una noble i traductora alemanya.
Alemanya de naixement, fou filla del conseller de Bremen Johan Steb. La seva instrucció i talent foren destacats, atès que dominava diversos idiomes. Es va casar el 1704 amb l'historiador Gustaf Adlerfelt, gentilhome de cambra del rei Carles XII de Suècia.
Steb va extreure dades, va compendiar i traduir textos del suec a l'alemany de l'obra del seu marit Warhaffter entwurff der krieges-thaten Carls XII (generalment traduïda com La història militar de Carles XII), publicada amb posterioritat a l'època en què el matrimoni s'estava a Saxònia entre 1706 i 1707. En acabar aquesta feina i tornar a Wismar (o potser a Hamburg) feu imprimir una tirada curta d'exemplars l'any 1707, molts dels quals es van perdre durant el seu traslladat travessant el mar.
Anna Kristina tingué un fill amb el seu marit: Maximilian Johan Adlerfelt.